# ريان شولتز
ريان جيمس شولتز (بالإنجليزية: Ryan James Schultz؛ مواليد 4 يوليو 1977) هو مُقاتل فنون قتالية مختلطة أمريكي.

## وصلات خارجية
- ريان شولتز على موقع شيردوغ (الإنجليزية)
- ريان شولتز على موقع IMDb (الإنجليزية)